# ユーリ・フェリテン
ユーリ・フェリテン（露: Юрий Матвеевич Фельтен, 1730年-1801年）は、ロシアの建築家。
芸術アカデミーを卒業。1780年よりF.Bラストレーリの下で、チーフアーキテクトとして活躍。その後サンクトペテルブルク主任建築家になる。1772年からは芸術アカデミー教授。1789年から1794年までは、芸術アカデミー理事長も務めた。

## 代表作
- アルメニア教会や大エルミタージュ
- チェスメンスキー宮殿